# Centropages sinensis
Centropages sinensis is een eenoogkreeftjessoort uit de familie van de Centropagidae. De wetenschappelijke naam van de soort is voor het eerst geldig gepubliceerd in 1965 door Chen & Zhang.